# Alan Rankin Jones
Alan Rankin Jones (* 4. August 1902 in Pittsburgh als Allen Rankin Jones; † 15. Oktober 1945) war ein amerikanischer Jazzmusiker (Piano, Komposition), der vor allem für seine Komposition „Easy Street“ in Erinnerung geblieben ist.
Jones komponierte und textete „Easy Street“ und veröffentlichte den Titel 1941 bei Vanguard Songs Inc. Das Stück wurde erstmals 1941 von Martha Tilton und Orchester unter Leitung von Gordon Jenkins aufgenommen, und entwickelte sich rasch zum Standard. Alec Wilder betont seine Qualitäten als Popsong. Im Sommer 1944 arbeitete Jones in Coney Island mit Lou Springer zusammen und komponierte die Melodie für „Don’t Go Away Any More, Elinore“ und „Make the Two of Us One“, während Tom McKee die Texte der Songs schrieb. Sein Grab findet sich auf dem Bayview-New York Bay Cemetery.